# 自天王
自天王（じてんのう、永享12年（1440年）? - 長禄元年12月2日（1457年12月18日））は、室町時代の皇族。南朝の再建を図った後南朝の第2代（『南方紀伝』では第4代）とされるものの定かではない。北山によったので便宜上、北山宮とも称する。地元に伝えられる位牌には北山宮を自天勝公、弟の河野宮を忠義禅定と称している。
なお、世上、禁闕の変の首謀者とされる源尊秀（尊秀王）を自天王に当てる見方があるものの、菅政友は『南山皇胤譜』で「尊秀王ヲ自天王ニ当テシハ誤ナリ」としており、これが常識的な見方となっている。

## 生涯
出身や生涯のほとんどについては不詳である。天明年間に著されたとされる『南朝皇胤紹運録』では父は空因（金蔵主）とされている。しかし、一次史料を重視する立場からはこうした見方に否定的で、芝葛盛は中原康富の日記『康富記』享徳4年3月29日条（「相国寺慶雲院主梵勝蔵主舎弟梵仲侍者兄弟昨日逐電云々（略）南朝玉川宮御末孫也」）に見える梵勝・梵仲兄弟であろうとしているし（「勝」・「忠」の字が一致している）、中村直勝はそもそも北山・河野両宮が皇胤であることすら疑っている。また村田正志は上北山村竜泉寺にもと安置されたものとおぼしき、伝後醍醐天皇御木像をおさめた厨子の大祓祝詞の奥書により、宮は長慶天皇三世孫だろうと推定している。
この自天王が後南朝の「天皇」であったことを裏付ける史料としては俗に「忠義王文書」と呼ばれているものがある。忠義王（後南朝の征夷大将軍とする説がある）の花押が記された康正元年（1455年）8月6日付け文書では「色河郷、即（平出）先皇山緒之地也、其（平出）龍孫鳳輦、已幸㆓大河内之（平出）行宮㆒也、早参㆓錦幡下㆒、可㆑致㆓軍功㆒」と、天皇の乗り物を意味する「鳳輦」や天皇の行在所を意味する「行宮」、さらに「錦幡」という言葉が使われており、彼らが「天皇」に相当する人物を奉じていたことがうかがえる。しかし「先皇」が誰を指すのか、その「先皇」と当代の関係など、不明な点は多い。
こうして、その系譜上の位置づけも不明の自天王ではあるが、長禄元年12月2日、赤松家再興をめざす赤松家遺臣らによって殺害されたことは紛れもない史実である（長禄の変）。事件は禁闕の変で吉野朝廷（南朝）復興を唱える勢力（後南朝）によって持ち去られた三種の神器の一つ、神璽の奪回を図って赤松家遺臣らが起こしたもので、事件に関わった赤松家遺臣・上月満吉が書き残した手記「堀秀世上月満吉連署注進状」によれば、赤松家遺臣らは神璽を奪回した暁には次郎法師丸（後の赤松政則）を家督として赤松家の再興を認めるという後花園天皇の綸旨と足利義政の御内書を得ていたとされる。同手記によれば、事件に関わったのは30人。また赤松氏の一族である因幡守入道定阿が天正16年（1588年）に著した「赤松記」によれば、遺臣らは牢人ゆえ身の置き所もなく、堪忍も続かないので吉野殿に一味し都を攻め落とし都へ御供したいと色々に虚言を弄して後南朝勢力に近づいたとされる。そして、長禄元年12月2日子の刻（午前0時頃）、大雪が降る中、自天王（史料では「一宮」）がいる吉野奥北山と忠義王（史料では「二宮」）のいる河野郷へ二手に分かれて攻め入った。上月満吉は河野郷にいる二宮襲撃に加わり、「堀秀世上月満吉連署注進状」によれば、その頸を討ち奉る（「二宮奉討御頸」）というミッションの中心的な役割を果たしていたことがわかる。一方、「赤松記」によれば、北山の一宮も丹生屋帯刀左衛門と弟の四郎左衛門が討ち果たし、神璽の奪回にも成功、退去を図ろうとしたものの、「吉野十八郷の者」、つまりは吉野の郷民らの追撃を受けて兄弟とも伯母谷というところで討死、自天王の首と神璽を奪い返されてしまう。つまり、計画は両宮の殺害には成功したものの、赤松家再興の条件であった神璽の奪回には失敗したことになる（その後、赤松家遺臣らは、長禄2年3月になって大和国の国人・越智家栄らの協力を得て今度こそ神璽を持ち去ることに成功。森は長禄元年と2年の事件を合わせて長禄の変と呼んでいる）。

## 後世
吉野の民によって奪い返された自天王の首は金剛寺（川上村）に埋葬されたとされ、その墓は現在も忠義王の墓とともに残っている。ただし、明治期に宮内省（宮内庁）は瀧川寺（上北山村）のものが自天王の墓で、金剛寺のものは忠義王の墓と指定しており、食い違いが生じている。
また、長禄3年（1459年）以降、自天王の首と神璽を奪い返した吉野の民によって、毎年2月5日（自天王が即位した日とされる）に生前使用していた武具を神体として崇める「朝拝式」が行われるようになり、現在もその子孫らによって川上村で行われている。自天王が外部からやってきた敵に殺害されたこともあって、かつては「筋目」と呼ばれる奪い返した者の男系子孫のみにしか参列が許されなかったが、現在はだれでも参列できるようになっている。
吉野町窪垣内では、自天王が身を隠していたときに犬が吠えて敵に見つかったといわれることから、犬は不吉なものとされ、以来誰も犬を飼わなくなったという。